# Dysstroma alborivulata
Dysstroma alborivulata är en fjärilsart som beskrevs av Karl Schawerda 1942. Dysstroma alborivulata ingår i släktet Dysstroma och familjen mätare. Inga underarter finns listade i Catalogue of Life.